# Synteza (album)
Synteza - wspólny album polskiego rapera Wigora i producenta muzycznego Trojaka. Został wydany końcem maja 2011 roku nakładem wytwórni Respekt Records. Gośćmi zostali między innymi Diox, DJ Kebs, Pelson czy Juras. Na płycie znajduje się 17 utworów w których raper oddaje hołd hip-hopowej kulturze i podkreśla jej znaczenie, opisuje również wiele swoich spostrzeżeń na temat relacji między ludzkich. Okładkę wykonał Michał Lisowski.

## Lista utworów
Źródło.
1. "Kultura poziom"
2. "Poszło w świat"
3. "Czysta forma"
4. "Tu gdzie"
5. "Szczery do bólu" (gościnnie: Diox)
6. "Rdzenny warszawiak"
7. "Kontrasty" (gościnnie: Juras)
8. "Ludzie przyszłości"
9. "To silniejsze ode mnie"
10. "Nikt nie zrobi tego za nas" (gościnnie: Pepper)
11. "Mam swój rozum"
12. "Twarze i spojrzenia" (gościnnie: Pelson)
13. "Nie ma żadnego ale" (gościnnie: DJ Kebs)
14. "Z uporem maniaka"
15. "Raz a porządnie" (gościnnie: Kulfon)
16. "Ciągle widzę sens"
17. "Był taki czas"